# Marian Viskup
Marian Viskup (* 31. března 1980) je český fotbalový hráč, který v současnosti obléká dres pražské Sparty Krč.
Marian Viskup hrál za 1. FK Příbram, dále hrál také za pražský futsalový tým 1. ligy FC Benago, se kterým třikrát získal ligový titul. Účastník universiád v Pekingu (2001) a Daegu (2003) s akademickou reprezentací ČR. V minulosti[ujasnit] hrával za klub SK Sparta Krč. Absolvent Univerzity Karlovy v Praze, Fakulta tělesné výchovy a sportu.